# Saint-Cricq
Saint-Cricq település Franciaországban, Gers megyében. Lakosainak száma 290 fő (2022. január 1.). Saint-Cricq Encausse, Cologne, Sirac és Thoux községekkel határos.

## Népesség
A település népessége az elmúlt években az alábbi módon változott:
| Lakosok száma | 59   | 69   | 94   | 230  | 286  | 294  | 293  | 288  | 285  | 290  |
|               | 1968 | 1982 | 1990 | 2006 | 2013 | 2015 | 2017 | 2019 | 2020 | 2022 |